# Louise Kelly (judoka)
Louise Kelly (13 de agosto de 1997) es una deportista neozelandés que compite en judo. Ganó una medalla de bronce en el Campeonato de Oceanía de Judo de 2018 en la categoría de –63 kg.

## Palmarés internacional
| Campeonato Panamericano | Campeonato Panamericano | Campeonato Panamericano | Campeonato Panamericano |
| Año                     | Lugar                   | Medalla                 | Categoría               |
| ----------------------- | ----------------------- | ----------------------- | ----------------------- |
| 2018                    | Numea (Francia)         | Medalla de bronce       | –63 kg                  |